# Westliches Lamsenjoch
Das Westliche Lamsenjoch (1940 m ü. A.) bildet zusammen mit dem etwas niedrigeren Östlichen Lamsenjoch (1896 m ü. A.) einen der wenigen ausgebauten Nord-Süd-Übergänge im Karwendel. Ein Wanderweg führt von der Eng im Rißtal im Norden über die Binsalm bis zum fast 2000 m hoch gelegenen Lamsenjoch. Ca. 600 m weiter südöstlich folgt das Östliche Lamsenjoch bei der Lamsenjochhütte. Dieser verbindende Abschnitt liegt am oberen Ende des Falzthurntals. Ab der Lamsenjochhütte folgt der Weg über die Stallenalm ins Inntal.

## Tourenmöglichkeiten
Über das Lamsenjoch verlaufen wichtige Weitwanderwege wie der Adlerweg, die Via Alpina und der Nordalpenweg. Auch per MTB ist das Lamsenjoch erreichbar.